# CAS регистрационен номер
CAS номерът (англ. CAS registry number, CAS number, CAS RNs, CAS #) е уникален идентификационен номер, предоставен от Химическата реферативна служба (Chemical Abstracts Service, CAS) на Американското химическо дружество (American Chemical Society) за всеки материал, описан в професионалната литература. CAS номерата се записват като последователност от три арабски числа, разделени с тирета.
Номерираните материали са елементи, изотопи, субатомни частици, метали, сплави, минерали, органо-метали, протеини, нуклеинови киселини, полимери, съединения, смеси и други.
Целта на номерирането е да се улесни търсенето в база данни, тъй като един и същ материал често се появява в различни имена. Повечето от молекулите в света днес поддържат търсене по CAS номер.
Към ноември 2013 г. регистърът на CAS съдържа над 75 милиона материала. Всяка седмица се добавят средно 50 000 нови числа.

## Формат
Регистрационният номер CAS представлява последователност от цифри, разделена с тирета на три секции; първата част може да съдържа до 7 цифри, втората съдържа две цифри а третата се състои от една цифра и изпълнява функцията на контролен символ. Номера се задават последователно и нямат предварително определено значение. Контролната сума се изчислява, като се сумират последната цифра от номера, умножена по 1, втората цифра отдясно, умножена по 2, третата, умножена по три и тъй нататък до първата цифра отляво, след което се взима остатъкът при деление на 10. Например, регистрационният CAS-номер на водата е 7732-18-5. Контролната сума се изчислява по следния начин: 8×1 + 1×2 + 2×3 + 3×4 + 7×5 + 7×6 = 105; 105 mod 10 = 5.